# Eugene Irving Gordon
Eugene Irving Gordon (Nueva York, 14 de septiembre de 1930 − Scotch Plains, Nueva Jersey, 15 de septiembre de 2014) fue un físico estadounidense, director del Laboratorio de dispositivos de longitud de onda Lightwave de los Laboratorios Bell. Trabajó en el campo de la física de las descargas en gas, microondas a través guías de ondas, gas y semiconductores, la inyección, láseres, modulación optoacústica y dispositivos de deflección, y la imagen y los dispositivos de visualización.
Se graduó magna cum laude en la Universidad de la Ciudad de Nueva York en 1952. Recibió un doctorado en Física en el MIT, realizando su tesis en física de las descargas en gas y microondas, y posponiendo para la investigación postdoctoral las basadas en plasma, en la fusión termonuclear. En noviembre de 1957 se unió al personal de AT&T Bell Laboratories, Murray Hill (Nueva Jersey), convirtiéndose en director del laboratorio en 1968. La mayor parte de su trabajo implica el ciclo completo de la investigación innovadora y la invención a través de la fabricación. El doctor Gordon era miembro electo de la Academia Nacional de Ingeniería (1978), miembro de la IEEE, además de haber fundado una de las sociedades de la IEEE.